# Barracuda (Radpanzer)
Das Barracuda 4×4 Wheeled Armoured Vehicle ist ein geschütztes Allradfahrzeug auf Basis des Mercedes-Benz Unimog 5000-Chassis, welches seit 2004 von der südkoreanischen Doosan Infracore Co. Ltd. gebaut wird. Es wird von den Streitkräften Südkoreas verwendet, findet sich aber auch im Bestand der Armeen von Indonesien und dem Irak.

## Technik
Der Barracuda basiert wie das von der Bundeswehr eingesetzte ATF Dingo auf einem zweiachsigen Unimog-U-5000-Fahrgestell. Die Karosserie ist aus Stahl aufgebaut und besitzt zur Verbesserung der Panzerungseigenschaften nur schräg gestellte Front-, Seiten- und Heckflächen. Die Panzerung schützt gegen Beschuss mit Waffen bis zu Kalibern bis 7,62 mm.
Der Antrieb erfolgt durch einen wassergekühlten Turbodieselmotor vom Typ OM 924 LA der Daimler AG mit vier Zylindern und einer Leistung von 160 kW. In Verbindung mit einem Automatikgetriebe UG100-8 mit acht Vorwärts- und sechs Rückwärtsgängen ermöglicht er eine Höchstgeschwindigkeit von 100 km/h und die Möglichkeit, Steigungen bis zu 60 % zu bewältigen. Der Böschungswinkel beträgt 80 %, und so ist das Befahren von Stufen bis 60 cm Höhe möglich. Die Wattiefe beträgt 120 cm, während der seitliche Neigungswinkel maximal 30° betragen darf.
Neben einer zentralen ABC-Schutzanlage ist das Fahrzeug mit einer Rückfahrkamera bestückt und kann bei Bedarf mit einem Räumschild ausgerüstet werden.
Neben Fahrer und Kommandant finden bis zu zehn Schützen im Fahrzeug Platz. Der Einstieg erfolgt über fünf Türen. Jeweils eine für Fahrer und Beifahrer, eine weitere Tür an jeder Seite und eine Hecktür, die nach unten aufklappt und gleichzeitig als Einstiegstreppe dient. Während die vorderen Türen großzügig bemessene Panzerglasfenster aufweisen, sind die anderen Türen jeweils mit einem Sehschlitz ausgestattet. Außerdem befinden sich an jeder Fahrzeugseite drei weitere Sehschlitze. Unter jedem Sehschlitz befindet sich eine von innen zu öffnende Schießscharte.
Zum Eigenschutz kann ein Maschinengewehr im Kaliber 12,7 x 99 mm NATO auf dem Dach montiert werden. Diese Waffe kann freistehend oder aber in einem manuell zu bedienenden, gegen Beschuss geschützten, Waffenturm untergebracht werden. Es gibt jedoch auch Fotos einer Polizeiversion ohne MG. Die Anbringung eines sechsfach-Nebelwerfers ist ebenfalls möglich.

## Nutzer
- Indonesien: 44 Fahrzeuge (Stand 2006)
- Irak: 12 Fahrzeuge (Stand 2006)
- Südkorea: (Anzahl unbekannt)

Thailand hat sich nach Tests gegen den Barracuda und für das Reva 4×4 APC entschieden.